# Synema candicans
Synema candicans là một loài nhện trong họ Thomisidae.
Loài này thuộc chi Synema. Synema candicans được Octavius Pickard-Cambridge miêu tả năm 1876.